# Chaîne sous-marine Hawaï-Empereur
La chaîne sous-marine Hawaï-Empereur (en anglais Hawaiian-Emperor seamount chain) est composée de l'archipel d'Hawaï et des monts sous-marins de l'Empereur (ou chaîne de l'Empereur), une vaste région montagneuse sous-marine d'îles, de monts sous-marins, d'atolls, de bancs et de récifs le long d'un axe sud-est / nord-ouest, qui traverse une grande partie du nord de l'océan Pacifique.
La chaîne, comprenant plus de quatre-vingts volcans sous-marins identifiés, s'étend sur 5 700 km de la fosse des Aléoutiennes à l'extrême nord-ouest du Pacifique jusqu'au mont sous-marin Kamaʻehuakanaloa, le plus jeune volcan de la chaîne, qui se situe environ 35 km au sud-est de l'île principale d'Hawaï. Les îles Hawaï sont la partie émergée de cette chaîne.

## Histoire

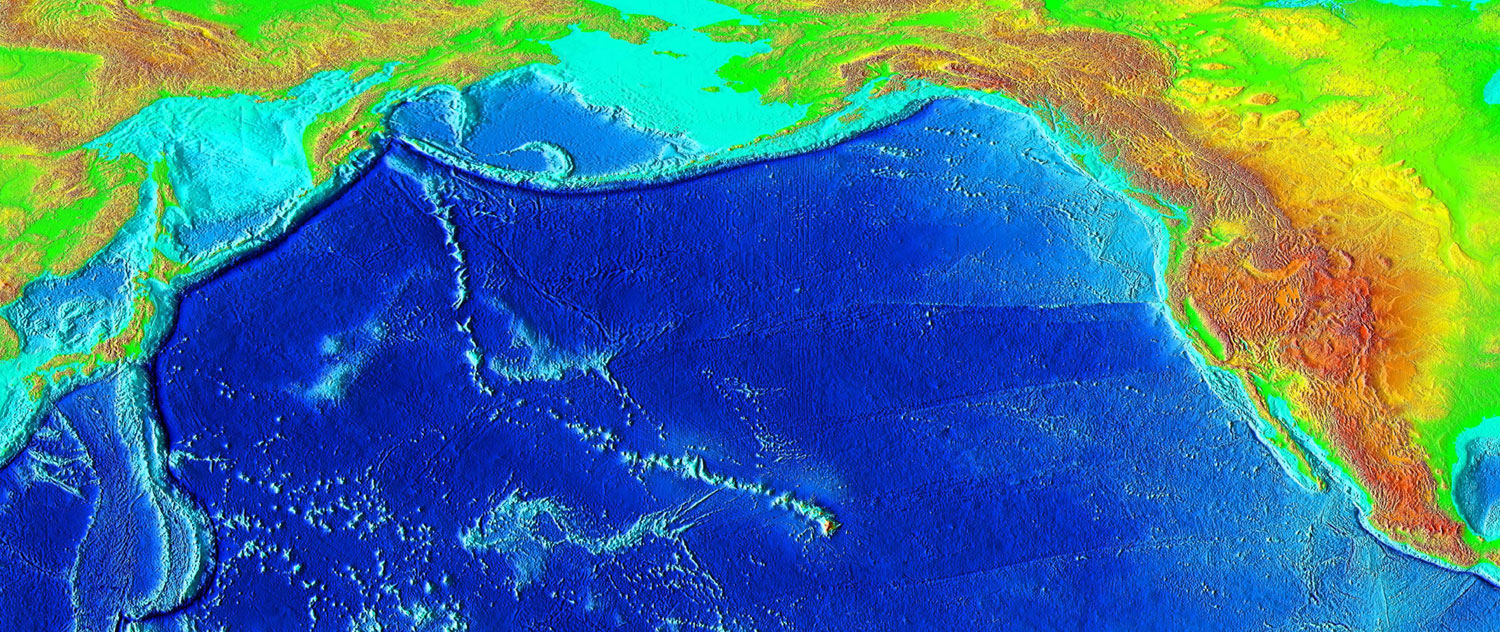
Fonds sous marin du Pacifique Nord, montrant une longue ligne de montagnes sous-marines s'étirant du nord-ouest jusqu'aux îles Hawaï.

En 1963, le géologue John Tuzo Wilson émit l'hypothèse que l'origine de la chaîne sous-marine Hawaï-Empereur aurait été créée par un point chaud d'activité volcanique qui restait stationnaire alors que la plaque pacifique elle se déplaçait vers le nord-ouest, laissant ainsi une ligne d'îles volcaniques érodées et de monts sous-marins dans son sillage. Un coude dans la chaîne, inexplicable autrement, marquerait un changement dans le mouvement de la plaque pacifique il y a 47 millions d'années, d'une direction nord vers une direction nord-ouest. Ce coude a été présenté dans la littérature géologique comme un exemple de la manière dont une plaque tectonique peut avoir un changement de direction relativement soudain.
Des recherches récentes montrent que le point chaud lui-même peut bouger vers le sud . Des études encore plus récentes montrent que ce changement de direction s'est sans doute produit sur une période de 8 millions d'années.
Des analyses de l'orientation magnétique de magnétite refroidie, dans d'anciennes coulées de lave prises sur quatre monts sous-marins montrent une relation plus complexe que la théorie sur le point chaud stationnaire ne propose. Si le point chaud est resté stationnaire au-dessus d'un panache durant ces derniers 80 millions d'années, la latitude telle que déterminée par l'orientation de la magnétite devrait rester constante pour chaque échantillon et devrait aussi indiquer que les refroidissements originaux de lave ont eu lieu à la même latitude que l'actuelle grande île d'Hawaï.
En 2006, une publication d'une datation argon-argon de l'âge des roches des volcans du sud et du centre de la chaîne de l'Empereur établit plus précisément l'âge auquel le coude s'est formé. Sharp et Clague ont ainsi déterminé que cette courbure a commencé il y a environ 50 millions d'années, et a continué jusqu'à environ 42 millions d'années. Ils ont aussi conclu que la courbure s'est formée selon la modalité admise traditionnellement - un changement dans la direction du déplacement de la plaque Pacifique.

## Monts sous-marin
- Kammu mont sous-marin (桓武海山, Kanmu miyama?)
- Yūryaku mont sous-marin (雄略海山, Yūryaku miyama?)
- Ōjin mont sous-marin (応神海山, Ōjin miyama?)
- Nintoku mont sous-marin (仁徳海山, Nintoku miyama?)
- Suiko mont sous-marin (推古海山, Suiko miyama?)
- Meiji mont sous-marin (明治海山, Meiji miyama?)